# Манхэттенское викариатство
Манхэ́ттенское викариа́тство — викариатство Восточно-Американской епархии Русской Православной Церкви Заграницей.

## История
Изначально создано как викариатство для окормления православных американцев: епископ Иаков (Тумбс) возглавил Американскую Православную Миссию (American Orthodox Mission), целью которой была проповедь американцам на английском языке. Однако 21 октября 1955 года он был уволен на покой.
Возобновлено в 1967 году и в дальнейшем являлось кафедрой для викария и ближайшего помощника Первоиерарха РПЦЗ.

## Епископы
- 21 июля 1951 — 21 октября 1955 — Иаков (Тумбс)
- 13 августа 1967 — 1 октября 1974 — Лавр (Шкурла)
- 12 мая 1979 — 28 октября 1981 — Григорий (Граббе)
- 10 декабря 1984 — декабрь 1995 — Иларион (Капрал)
- 5 октября 1996 — 14 мая 2008 — Гавриил (Чемодаков)
- 10 декабря 2008 — 10 июля 2013 — Иероним (Шо)
- 29 июня 2014 — 13 сентября 2022 — Николай (Ольховский)